# Filip Zorvan
Filip Zorvan (Nové Město nad Metují, 7 aprile 1996) è un calciatore ceco, centrocampista del Sigma Olomouc.

## Biografia
È parente degli omonimi calciatori Pavel Černý e Pavel Černý, rispettivamente zio e cugino.

## Carriera

### Club
Cresciuto nell'Hradec Králové, nel gennaio del 2017 viene ceduto in prestito al Baník Sokolov; rientrato ai bianconeri, disputa due stagioni in cui viene impiegato con regolarità. Il 2 agosto 2019 passa a titolo temporaneo al Vítkovice; nel successivo mese di gennaio si trasferisce, sempre in prestito, al Příbram, che il 14 settembre lo acquista a titolo definitivo. Il 10 dicembre 2021 si svincola dai neroverdi e il 1º febbraio 2022 viene firmato dal Karviná.
Il 17 giugno seguente viene tesserato dal Sigma Olomouc, con cui firma un triennale. Il 14 maggio 2025 vince la Coppa della Repubblica Ceca, segnando due reti nella finale vinta per 3-1 contro lo Sparta Praga e conquistando così il primo trofeo in carriera.

### Nazionale
Dopo la trafila delle nazionali under, nel maggio 2025 viene convocato per la prima volta in nazionale maggiore.

## Statistiche

### Presenze e reti nei club
Statistiche aggiornate al 16 maggio 2025.
| Stagione              | Squadra               | Campionato            | Campionato | Campionato | Coppe nazionali | Coppe nazionali | Coppe nazionali | Coppe continentali | Coppe continentali | Coppe continentali | Altre coppe | Altre coppe | Altre coppe | Totale | Totale |
| Stagione              | Squadra               | Comp                  | Pres       | Reti       | Comp            | Pres            | Reti            | Comp               | Pres               | Reti               | Comp        | Pres        | Reti        | Pres   | Reti   |
| --------------------- | --------------------- | --------------------- | ---------- | ---------- | --------------- | --------------- | --------------- | ------------------ | ------------------ | ------------------ | ----------- | ----------- | ----------- | ------ | ------ |
| apr.-mag. 2014        | Hradec Králové        | FNL                   | 1          | 0          | CRC             | -               | -               | -                  | -                  | -                  | -           | -           | -           | 1      | 0      |
| 2014-2015             | Hradec Králové        | 1L                    | 0          | 0          | CRC             | 2               | 0               | -                  | -                  | -                  | -           | -           | -           | 2      | 0      |
| 2015-2016             | Hradec Králové        | FNL                   | 19         | 1          | CRC             | 5               | 1               | -                  | -                  | -                  | -           | -           | -           | 24     | 2      |
| 2016-gen. 2017        | Hradec Králové        | 1L                    | 6          | 0          | CRC             | 2               | 1               | -                  | -                  | -                  | -           | -           | -           | 8      | 1      |
| gen.-giu. 2017        | Baník Sokolov         | FNL                   | 14         | 0          | CRC             | -               | -               | -                  | -                  | -                  | -           | -           | -           | 14     | 0      |
| 2017-2018             | Hradec Králové        | FNL                   | 28         | 1          | CRC             | 5               | 3               | -                  | -                  | -                  | -           | -           | -           | 33     | 4      |
| 2018-2019             | Hradec Králové        | FNL                   | 24         | 5          | CRC             | 1               | 0               | -                  | -                  | -                  | -           | -           | -           | 25     | 5      |
| Totale Hradec Králové | Totale Hradec Králové | Totale Hradec Králové | 78         | 7          |                 | 15              | 5               |                    | -                  | -                  |             | -           | -           | 93     | 12     |
| ago. 2019-gen. 2020   | Vítkovice             | FNL                   | 12         | 2          | CRC             | 2               | 1               | -                  | -                  | -                  | -           | -           | -           | 14     | 3      |
| gen.-giu. 2020        | Příbram               | 1L                    | 13         | 0          | CRC             | -               | -               | -                  | -                  | -                  | -           | -           | -           | 13     | 0      |
| 2020-2021             | Příbram               | 1L                    | 29         | 2          | CRC             | 0               | 0               | -                  | -                  | -                  | -           | -           | -           | 29     | 2      |
| lug.-dic. 2021        | Příbram               | FNL                   | 10         | 2          | CRC             | 3               | 1               | -                  | -                  | -                  | -           | -           | -           | 13     | 3      |
| Totale Příbram        | Totale Příbram        | Totale Příbram        | 52         | 4          |                 | 3               | 1               |                    | -                  | -                  |             | -           | -           | 55     | 5      |
| feb.-giu. 2022        | Karviná               | 1L                    | 14         | 2          | CRC             | -               | -               | -                  | -                  | -                  | -           | -           | -           | 14     | 2      |
| 2022-2023             | Sigma Olomouc         | 1L                    | 27         | 1          | CRC             | 0               | 0               | -                  | -                  | -                  | -           | -           | -           | 27     | 1      |
| 2023-2024             | Sigma Olomouc         | 1L                    | 30+2       | 1          | CRC             | 3               | 0               | -                  | -                  | -                  | -           | -           | -           | 35     | 1      |
| 2024-2025             | Sigma Olomouc         | 1L                    | 32         | 5          | CRC             | 5               | 4               | -                  | -                  | -                  | -           | -           | -           | 23     | 1      |
| Totale Sigma Olomouc  | Totale Sigma Olomouc  | Totale Sigma Olomouc  | 78+2       | 8          |                 | 8               | 0               |                    | -                  | -                  |             | -           | -           | 88     | 8      |
| Totale carriera       | Totale carriera       | Totale carriera       | 260+2      | 22         |                 | 28              | 11              |                    | -                  | -                  |             | -           | -           | 290    | 33     |

## Palmarès

### Club

#### Competizioni nazionali
- Coppa della Repubblica Ceca: 1

Sigma Olomouc: 2024-2025